# فرز فقاعي

ترتيب_الفقاعات

الفرز الفقاعي (بالإنجليزية: Bubble sort)‏ هي خوارزمية ترتيب منتقدة لبطئها ، هي تعمل على رفع العنصر الأكبر كفقاعة الهواء التي ترتفع إلى أعلى وذلك بترتيب العناصر بتتابع، أي نقوم بمقارنة العنصرين الأول والثاني، ونحتفظ بالعنصر الأكبر، ونبدل الأماكن إذا كانا غير مرتبين، ونقوم بهذه العملية إلى آخر عنصر، وبعد ذلك نعيد العمليات إلى المكان ما قبل الأخير وهكذا دواليك، ثم نتوقف عند وجود جدول بالبعد 1 أو عندما لا نقوم بالتبديلات عند آخر عملية.
لترتيب N عناصر في المصفوفة A ، عدد المقارنات سيكون: {\displaystyle {N(N-1) \over 2}=\sum _{i=0}^{N}x_{i}}.
أما عدد التبديلات فهو في المتوسط {\displaystyle N(N-1) \over 4}. حيث N هي عدد العناصر.
تعقيد الخوارزم هو {\displaystyle {\mathcal {O}}\left(n^{2}\right)} في المعدل، و{\displaystyle {\mathcal {O}}\left(n\right)} في الحالة المثلى.

## خوارزمية الفرز الفقاعي
```
procedure
 bubbleSort(A 
:
 list of sortable items) 
defined as:

do

swapped := false

for each
 i 
in
 0 
to
 length(A) - 2 
inclusive do:

if
 A[ i ] > A[ i + 1 ] 
then

 swap(A[ i ], A[ i + 1 ])
 swapped := true

end if

end for

while
 swapped

end procedure
```

## في الاستخدام العملي
مع أن ترتيب الفقاعات هو أحد أسهل الخوارزمات للفهم والتطبيق، إلا أن تعقيده الزمني {\displaystyle {\mathcal {O}}\left(n^{2}\right)} يجعل كفائته تقل كلما زاد طول المدخل، هذا يجعل منه خوارزم غير ملائم لترتيب مصفوفات كبيرة. خوارزمات أخرى بتعقيد {\displaystyle {\mathcal {O}}\left(n^{2}\right)} مثل الترتيب بالإدراج تتمكن من حل المشكلة بكفائة أعلى.
بسبب بساطة الخوارزم يتم استخدامه كأول مثال لخوارزم ترتيب يتعلمه طلاب علم الحاسوب. لكن بعض الباحثين مثل Owen Astrachan ينصحون بالابتعاد عن هذا الخوارزم وعدم استخدامه حتى في التعليم.
قاموس The Jargon File الذي سمى خوارزم Bogosort ب«المثال الأعلى لخوارزم شنيع» سمى خوارزم الترتيب بالفقاعات «خوارزم سيء». في كتاب فن برمجة الحاسوب يستنتج دونالد كانوث «لا يوجد سبب للنظر في خوارزم ترتيب الفقاعات الا اسمه الجميل وكونه يولد بعض المشاكل النظرية المثيرة للاهتمام», ثم يقوم بذكر بعض هذه المشاكل النظرية.

## ترتيب الفقاعات بلغات مختلفة

### كود ترتيب الفقاعات بلغة C
```
 
typedef
 
int
 
tab_entiers
[
MAX
];

 
void
 
bubble_sort
(
tab_entiers
 
t
)
 
{

 	
int
 
i
،
 
j
،
 
tmp
;

 	
for
(
i
 
=
 
1
 
;
 
i
 
<
 
MAX
 
;
 
i
++
)

 		
for
(
j
 
=
 
0
 
;
 
j
 
<
 
MAX
 
-
 
i
 
;
 
j
++
)

 			
if
(
t
[
j
]
 
>
 
t
[
j
+
1
])
 
{

 				
tmp
 
=
 
t
[
j
+
1
];

 				
t
[
j
+
1
]
 
=
 
t
[
j
];

 				
t
[
j
]
 
=
 
tmp
;

 			
}

 
}

```

### كود ترتيب الفقاعات بلغة Java
```
 
[
MAX
];

 
public
 
class
 
Bubble_sort
 
{

	
/**

	 * @param args

	 */

	
public
 
static
 
void
 
main
(
String
[]
 
args
)
 
{

		
int
 
name
[]
=
 
{
20
,
10
,
-5
,
6
,
2
,
1
};

		
int
 
a
 
=
 
0
 
;

		
for
 
(
int
 
x
 
=
 
0
;
 
x
 
<
 
name
.
length
;
 
x
++
)
 

			
System
.
out
.
print
(
name
[
x
]
+
"   "
);

		
System
.
out
.
println
();

		 
for
 
(
int
 
x
 
=
 
name
.
length
 
-
 
1
 
;
 
x
 
>
 
0
;
 
x
--
)
 
{

			
for
 
(
int
 
y
 
=
 
0
;
 
y
 
<
 
name
.
length
-1
;
 
y
++
)
 
{

				
int
 
temp
 
=
 
name
[
y
];

				
int
 
temp2
 
=
 
name
[
y
+
1
];
 

				
if
(
name
[
y
]
 
>
 
name
[
y
+
1
])
 
{

					
name
[
y
]
  
=
 
temp2
;

					
name
[
y
+
1
]
=
 
temp
 
;

					
a
++
 
;

					
for
 
(
int
 
m
 
=
 
0
;
 
m
 
<
 
name
.
length
;
 
m
++
)
 

						
System
.
out
.
print
(
name
[
m
]
+
"   "
);

					
System
.
out
.
println
();

				
}

			
}
 					
System
.
out
.
println
();

		
}

	    
for
 
(
int
 
v
 
=
 
0
;
 
v
 
<
 
name
.
length
;
 
v
++
)
 

			
System
.
out
.
print
(
name
[
v
]
+
"   "
);

		
System
.
out
.
println
();

		
System
.
out
.
println
(
"the num of changes of the array is "
+
a
);

	
}

	
}

}

 
}

```